# Faculté de l'aménagement de l'Université de Montréal
La Faculté de l'aménagement de l'Université de Montréal dispense des formations professionnelles et effectue de la recherche dans les cinq disciplines de l'aménagement que sont l'architecture, l'architecture du paysage, le design industriel, le design d'intérieur et l'urbanisme.

## Formation
La faculté compte trois école.
L'École d'architecture, fondée en 1959, est axée sur les processus de design et la prise en considération de l'ensemble des questions liées au milieu bâti. Foyer de la culture architecturale et noyau actif de recherche et de rayonnement, elle s'applique à favoriser la génération et la matérialisation des idées les plus en mesure de répondre aux besoins et aspirations des usagers et des collectivités.
L'École de design industriel a été créée en 1978. Elle est la seule institution au Québec à dispenser une formation universitaire en design industriel. En partenariat avec des entreprises et des institutions locales et internationales, elle concourt au développement et à l'essor de la jeune discipline qu'est le design industriel. L'école accueille également les formations en design d'intérieur et design de jeux vidéo.
L'école d'urbanisme et d'architecture du paysage est le résultat de la fusion en 2015 de l'Institut d'urbanisme de l'Université de Montréal et de l'École d'architecture du paysage. Depuis sa fondation en 1968, il s'agit de la seule école au Québec à dispenser un enseignement en architecture du paysage, soit le développement et la transmission de connaissances reliées au paysage et au design des milieux extérieurs. L'école constitue aussi un foyer de formation et de recherche en urbanisme, soit en tout ce qui concourt à l'organisation de l'espace géographique, du projet d'habitation ou de place publique jusqu'aux schémas d'aménagement et aux stratégies de développement régional.

## Recherche
- À la faculté :
  - Chaire en paysage et environnement
  - Chaire UNESCO en paysage et environnement de l'Université de Montréal (CUPEUM)

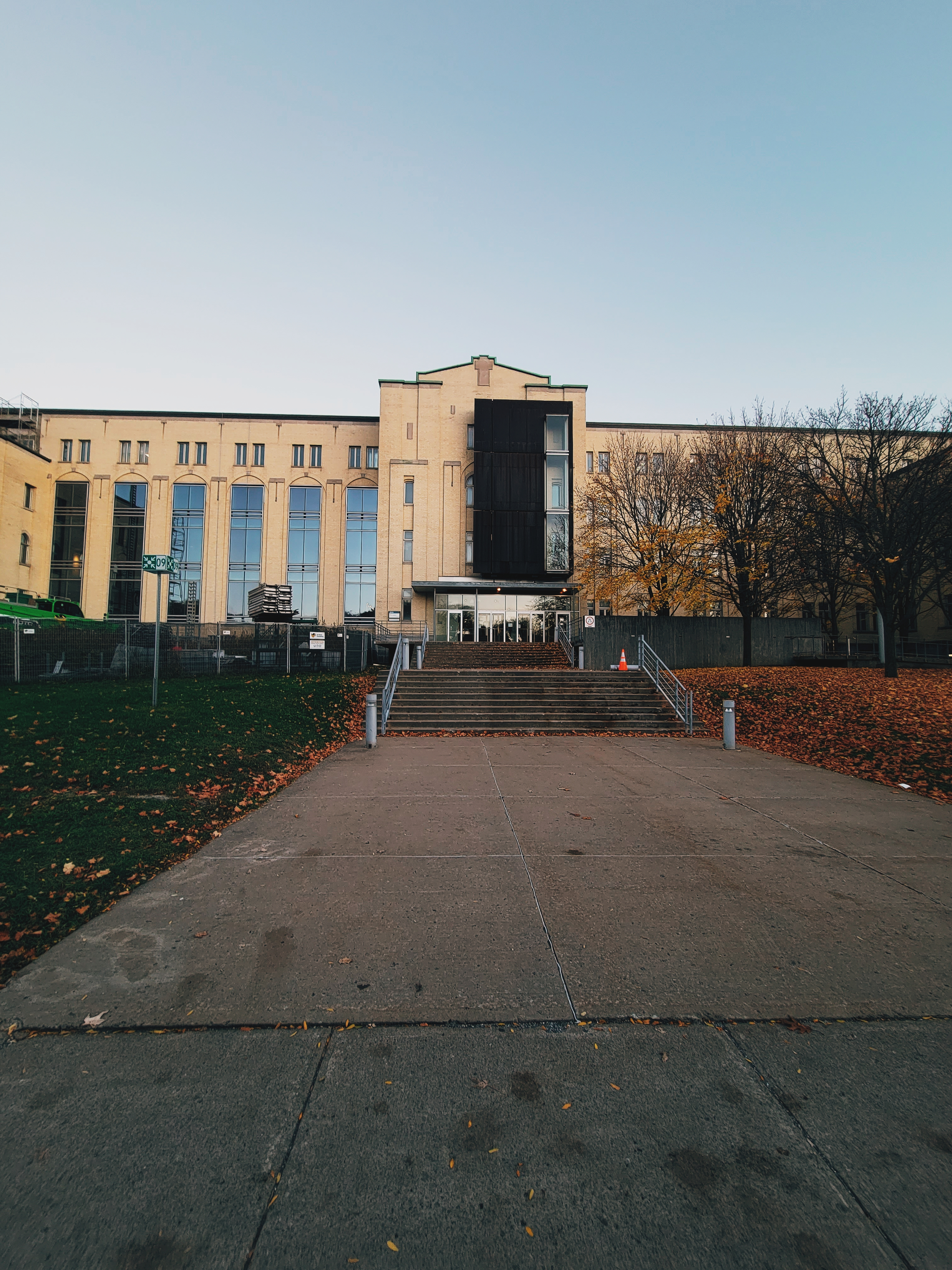
Faculté de l'aménagement de l'Université de Montréal. Vue de son entrée principale sur le chemin de la Côte-Sainte-Catherine

    - Créée en 2003 par l’UNESCO et la Commission canadienne pour l’UNESCO, c’est la seule chaire de ce type au sein de l’Université de Montréal. À la tête de celle-ci, on retrouve Shin Koseki, professeur adjoint et titulaire de la Chaire UNESCO en paysage urbain, Jean Pelland, architecte et associé principal de Sid Lee Architecture, Raphaël Fischler, professeur titulaire et doyen de la Faculté de l’aménagement ainsi que de Juan Torres, professeur agrégé et vide-doyen à la recherche de la Faculté. Sa mission est d’effectuer différentes recherches dans le domaine du paysage urbain grâce à un amalgame de savoirs notamment liés à l’aménagement, les sciences sociales et l’environnement. Ses valeurs sont : le développement durable, l’urbanisme, l’écologie, la biodiversité, l’innovation, l’interculturalité et la transdisciplinarité.Faculté de l'aménagement de l'Université de Montréal. Vue de son entrée principale sur le chemin de la Côte-Sainte-CatherineElle travaille aussi en collaboration avec la Chaire en paysage et environnement et elles partagent le Laboratoire d’innovation paysagère, une infrastructure financée par la Fondation canadienne pour l'innovation. Le laboratoire est dirigé par le professeur titulaire, artiste et architecte paysagiste Philippe Poullaouec-Gonidec qui décrit le paysage comme ayant la force « de solutionner des enjeux sociaux, économiques et environnementaux à condition qu’il ne soit pas dominé par la rationalité et les règles technocratiques[1] ». Cette affiliation a permis à la CUPEUM d’internationaliser leurs recherches grâce à un réseau d’experts réparties à l’international. Finalement, elle invite aussi les jeunes à découvrir différents paysages grâce aux ateliers de terrain WAT_UNESCO.  

  - Groupe de recherche sur les artefacts, design, interactions, expériences et nouvelles technologies (GRADIENT)
  - Groupe Design et Culture Matérielle (DCM)
  - GRCAO Groupe de recherche en CAO
  - GRET Groupe de recherche sur les espaces de travail
  - Groupe de recherche IF (IF Research Group)
  - IRHA - Institut de recherche en histoire de l'architecture
  - Laboratoire d'éco-design
  - Laboratoire de prototypage rapide
  - Laboratoire d'étude de l'architecture potentielle
  - medialabAU
  - Observatoire sur la ville intérieure
  - Observatoire SITQ du développement urbain et immobilier Observatoire SITQ du développement urbain et immobilier

- Hors Faculté
  - Groupe interuniversitaire de Montréal - Ville et développement, INRS - Urbanisation
  - GREF interuniversitaire - Groupe de recherche en écologie forestière interuniversitaire UQAM
  - CÉRIUM - Centre d'études et de recherches internationales

- Autres projets
  - GRAU - Groupe de recherche sur l'architecture urbaine
  - GRAD - Groupe de recherche appliquée au design
  - GRCEB - Groupe de recherche en conservation de l'environnement bâti
  - Laboratoire de muséographie

## Patrimoine
La Faculté de l’aménagement occupe un immeuble qui était la propriété des Sœurs missionnaires de l'Immaculée-Conception.
La première construction remonte à 1936. La Faculté de l'aménagement s'y installe en 1970 et l'Université en devient propriétaire en 1995. Depuis, plusieurs ajouts ont été effectués. La dernière rénovation, qui a remporté un prix d’excellence en architecture, a été réalisée par la firme Saucier + Perrotte / Menkès Shooner Dagenais, architectes. L’aménagement des espaces extérieurs (les places, les placettes, les aires collectives) sont l’œuvre des architectes paysagistes Deshaies, Raymond / Blondin.